# 盲井
《盲井》是一部中国2003年的电影作品，由刘庆邦的小说《神木》改编。電影內容以危险的煤矿业為主，相較於小說原著，電影結尾加入了人本主義。

## 故事
私矿打工的农民唐朝阳（王双宝 饰）和宋金明（李易祥 饰）一心“发财致富”，拉拢将打工无门的外地农民认作亲人带到井下工作，再在下井时制造“安全事故”将“亲人”合谋杀死，再找矿主和“遇难”矿工家属用钱解决事端。他们在火车站盯上16岁的初来乍到的农村小伙子元凤鸣（王宝强 饰），故伎重演的帮他办了张假身份证，更名后元凤鸣又“成为”宋金明的侄子。
两人带着元凤鸣找到一个煤矿工作，小伙子的善良、纯朴、天真与好学使得宋金明想起来自己还在念书的娃儿，曾念恻隐之心不想对小伙子下手，可唐朝阳为了“致富路”与宋金明翻脸，不久，唐朝阳给宋金明一个“最后时限”……

## 角色
| 演員   | 角色     |
| 李易祥 | 宋金明   |
| 王宝强 | 元凤鸣   |
| 王双宝 | 唐朝阳   |
| 安静   | 小红     |
| 鲍振江 | 黄矿长   |
| 孙伟   | 唐朝霞   |
| 赵俊芝 | 马大姐   |
| 王艺凝 | 按摩老板 |
| 刘振起 | 老李     |
| 张露露 | 服务员   |
| 李艳   | 小芳     |
| 赵红   | 小丽     |
| 聂伟华 | 王矿长   |
| 董治美 | 火化工   |

## 奖项
在2003年第53届柏林国际电影节上，《盲井》一片获得艺术贡献银熊奖。
在2003年第40屆金馬獎，《盲井》獲得最佳新演員（獲獎人：王寶強）及最佳改編劇本（獲獎人：李楊）。

## 幕后
- 所有煤窑下的戏都是实地拍摄，剧组一下井就是十几个小时。
- 拍摄过程中有一次煤窑真的塌了，好在剧组人员已经上井，可当地工人两死一伤。
- 《盲井》原来的女主角也没能坚持下来，最后女二号顶替了女一号。[1]
- 因违反国家广电总局下发的《电影剧本（梗概）备案、电影片管理规定》，“未经备案的电影剧本（梗概）不得拍摄……”，导演李杨被禁拍三年。
- 李杨第二部影片《盲山》，取材於中国长期存在的拐卖人口的现实。

## 現實中類似事件
- 1996年11月到1998年10月间，陕西籍农民潘申宝、郭光平等60余名罪犯，先后流窜于山西省灵石县、交口县、孝义市、古交市、蒲县等地，以联系打工为名骗取外来民工的信任，将詹召先等28名民工骗到煤礦，在井下干活时乘人不备将这些民工杀害，再伪造冒顶、爆炸等事故现场，由同伙冒充死者家属骗取抚恤金。据统计，他们在已经查实的27起案件中诈骗抚恤金金额达52万元。这些被骗的民工被称为“点子”。1998年10月，在江苏省徐州市案发。江苏警方抓获潘申宝、张安军、郭光平等16名犯罪嫌疑人。他们共杀害28人。潘申宝亲自作案9起，杀害11人。因潘申宝等人犯案地点主要在山西，案件移交山西省和作案地检察机关。2000年3月21日，晋中地区中级人民法院在介休市人民法院开庭此案。潘申宝、张安军、王从兵、郭光平、赖振奎、李文元、潘申军等10名主犯死刑，其他被告人雷永华等人死缓、无期徒刑和有期徒刑[2]:28—29，37。
- 1996年3月至1998年8月间，王武和、鄭吉寬、潘家富等人為首的犯罪團伙，於江蘇、河北、山西、遼寧、山東、安徽、河南等地的小煤礦等地，先後在兩年多的時間裡，該團伙以介紹民工到小煤窯打工為幌子，將受害人騙至煤窯下，採取用煤矸石塊、鐵鎬等兇器打擊、放煤車衝撞、製造爆炸的手段殺死多人，然後犯罪嫌疑人冒充受害人家屬向礦主索要撫恤金。兩年時間共計殺死110餘人，殺傷3人，詐騙撫恤金200餘萬元。其中犯罪分子僅在徐州就作案25起，殺死33人，殺傷3人，詐騙撫恤金63.44萬元。
- 1998年11月10日，余贵银等5名罪犯在辽宁省义县前杨乡十四煤矿杀死“唐朝家”。事后，余贵银等冒充亲属向矿主马某索要抚恤金5万元，案发。义县警方进一步追查到朱章波等7名犯罪嫌疑人。第13名嫌疑人文召堂从山西移交至义县。2000年6月12日，锦州市中级人民法院公开进行一审。法院认定余贵银参与作案5起，杀死8人，诈取16.3万元，分得赃款1.37万元；卫三冬、钱正明、王明金、霍彦军、朱章波、王志明、刘方佑、文绍堂等8人分别作案2至4起，杀死2至5人，分别诈取钱财6千至5.3万元，分得赃款2千至5.3万元。另外，岳祯志、国自斌、刘瑞平、唐朝汉各参与作案1起，杀死1人。各犯均犯有故意杀人罪，判处余贵银等11人死刑，剥夺政治权利终身。刘瑞平判处死缓，唐朝汉判处无期徒刑。文、国、刘、唐四名被告提出上诉。辽宁省高级人民法院组成合议庭，作出终审裁定：驳回上诉，维持原判。7月11日，对11名罪犯执行枪决。[3]
- 2012年至2016年左右，雲南省鹽津縣廟壩鄉有90餘人涉嫌在山東省、山西省、陝西省、內蒙古自治區等北方6省區的多個煤礦，將自己不久前介紹到礦上當礦工的人殺死，爾後偽裝成事故並以受害者家屬的名義向礦主勒索賠償款拿去賭博，其中石筍村一村就有40餘人涉案，並且多為家族式犯罪。這些案件因犯案手法類似該電影中描述的情節而被稱為“盲井式犯罪”[4][5][6][7]，在当地或已成为不公开的犯罪产业[4]。廟壩鄉政府貼出的公開信中指稱，一些村民正是因為看了這部電影才找到了這條“發家致富之路”。相关评论指，此类犯罪在1990年代就已发生多次。案件多发系整个行业“都有一系列的管理漏洞和失职失守”，要杜绝盲井，“就必须彻底清理矿难瞒报的行业顽疾”。与“砍手党村”“小偷村”“贩毒村”“造假村”之类问题类似，社会舆论“将人性堕落归咎于贫困和不思进取”。但该评论者认为，“贫穷本身并不是什么罪恶，也不应该成为极端犯罪的挡箭牌”。同时，“泛道德化讨论不足取，但对贫困的反思和帮扶也应提上台面”[4]。
- 2016年6月左右，内蒙古自治区巴彦淖尔市检方依法对艾某某、王某某等74名嫌犯提起公诉。这74人先后在山西、陕西等6个省区故意杀害17人，伪造矿难、骗取赔偿款。[4]。

## 外部連結
- 香港影庫上《盲井》的資料（繁體中文）
- 互联网电影数据库（IMDb）上《盲井》的资料（英文）
- 豆瓣电影上《盲井》的資料 （简体中文）